# Tram van Plauen
De tram van Plauen vormt de basis van het openbaar vervoer in de stad Plauen in de Duitse deelstaat Saksen. Het ontstaan dateert van 29 mei 1893 toen tussen de Allgemeine Elektricitäts-Gesellschaft (AEG) en de stad een overeenkomst werd gesloten om een elektrische tram aan te leggen. Heden ten dage bestaat het net uit vijf lijnen die uitgebaat worden door de Plauener Strassenbahn GmbH.

## Geschiedenis

### Voorgeschiedenis
Omdat de stad in het midden van de 19de eeuw door de bloei van de textielindustrie snel groeide en het Oberer Bahnhof buiten de toenmalige stad gebouwd werd, diende er een vervoermiddel gevonden te worden om de mensen met hun bagage te kunnen vervoeren. In het begin werd het vervoer gedaan met koetsen en andere door paarden voortgetrokken vervoermiddelen.
Al in 1885 werd voor het eerst onderhandeld over de aanleg van een tramnet. Zo werd op 20 oktober 1885 een contract afgesloten met een zekere Otto Peine uit Leipzig die hem de toestemming gaf om een tramnet aan te leggen en uit te baten. Het eerste traject werd gepland tussen het Oberer (Bovenstation) en Unterer Bahnhof (Benedenstation). Zo werd onder meer gedacht aan de bouw van een kabelbaan naar het voorbeeld van de San Francisco Cable Cars. Het is niet bekend waarom dit voorstel nooit gerealiseerd werd.

### Bouw van de tram
Op 29 mei 1893 werd een nieuwe overeenkomst ondertekend voor de aanleg van een tramnet maar deze keer met AEG in Berlijn. Op 5 februari 1894 begon de bouw van een loods in de Theaterstraße en op 13 maart startte men met het aanbrengen van muurrozetten op de huisgevels om de bovenleiding te kunnen ophangen. Op 27 maart werd gestart met de bouw van het onderstation Theaterstraße en met de aanleg van de sporen. Deze werken duurden tot 5 juni 1894. Tussen 5 juni en begin september werd de bovenleiding uitgerold en opgespannen. Op 13 juli kwamen de eerste motorwagens toe in het Unterer Bahnhof maar de eerste proefritten startten pas op 11 oktober met onbelaste motorwagens. Proefritten met belaste motorwagens volgden op 6 november. Op 13 november vond een proefrit plaats met gemeenteraadsleden van Plauen en op 15 en 16 november werd het traject  door de Koninklijk commissaris uit Dresden en de directeur van AEG in gebruik genomen. Op 17 november 1894 werd het eerste deeltraject Oberer Bahnhof - Neustadtplatz geopend, op 3 december gevolgd door het tweede deeltraject van de Neustadtplatz naar het Unterer Bahnhof.

### 1895 - 1914

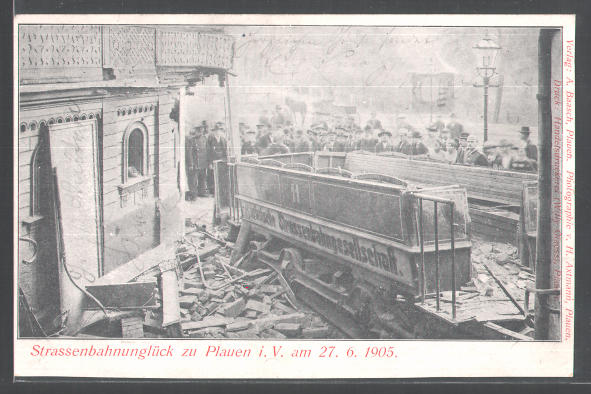
Postkaart van een tramongeluk in 1905

In de eerste maanden werd de tram van Plauen uitgebaat door de Allgemeine Local- und Straßenbahngesellschaft uit Berlijn maar vanaf 28 mei 1895 werd de uitbating overgedragen aan de Sächsische Straßenbahn-Gesellschaft (SSG), met dien verstande dat de exploitatie al vanaf 1 januari 1895 voor rekening van de SSG gebeurde. In het begin werden twee lijnen uitgebaat: de gele lijn (Oberer Bahnhof - Tunnel - Neustadtplatz) en de blauwe lijn (Oberer Bahnhof - Tunnel - Neustadtplatz - Unterer Bahnhof). De gele lijn was vanaf het begin dubbelsporig (met uitzondering van een onderbreking in de Klosterstraße als gevolg van een te geringe straatbreedte), terwijl het traject Neustadtplatz - Unterer Bahnhof slechts eensporig was met een uitwijkspoor aan Tivoli. Na verschillende ombouw- en uitbreidingswerken op het oude tracé (bijvoorbeeld de aanleg van een bijkomend uitwijkspoor of een tweede spoor in de Klosterstraße), werd in augustus 1899 begonnen met de aanleg van een nieuw traject vanaf de Syrabrug naar Grünen Kranz (Neundorf). Dit traject kwam op 21 oktober 1899 in dienst, op 17 mei 1902 gevolgd door een nieuw tracé tussen Wettiner Hof (Oberer Bahnhof) en Parkstraße (Haselbrunn, thans Morgenbergstraße). Op 6 december 1903 werd het doorgaand verkeer op de lijn Oberer Bahnhof - Unterer Bahnhof en Haselbrunn - Neundorf ingevoerd. Op 1 januari 1905 volgde in Neundorf de verlenging van Grünen Kranz tot aan de kazerne. Een tramongeluk op 27 juni 1905 werd het onderwerp van verschillende postkaarten. Met de opening van de König-Friedrich-August-brug op 24 augustus 1905 verscheen de lijn Dittrichplatz - Friedhof. Op dezelfde dag kregen de lijnen een kleuraanduiding, als volgt:
| Lijn        | Traject                          |
| ----------- | -------------------------------- |
| Gele lijn   | Haselbrunn - Neundorf            |
| Blauwe lijn | Oberer Bahnhof - Unterer Bahnhof |
| Rode lijn   | Dittrichplatz - Friedhof         |

Op 1 juni 1906 volgde de opening van de verlenging van lijn 1 van het kerkhof naar de Mendelssohnplatz (Preißelpöhl) en op 5 september 1909 kwam de verlenging in Haselbrunn van de Parkstraße naar Waldschlösschen (thans Wartburgplatz) in dienst. Op 2 december 1909 verscheen de nieuwe, witte lijn die Tivoli verbond met Reinsdorf (Südvorstadt).

### 1914 - 1948

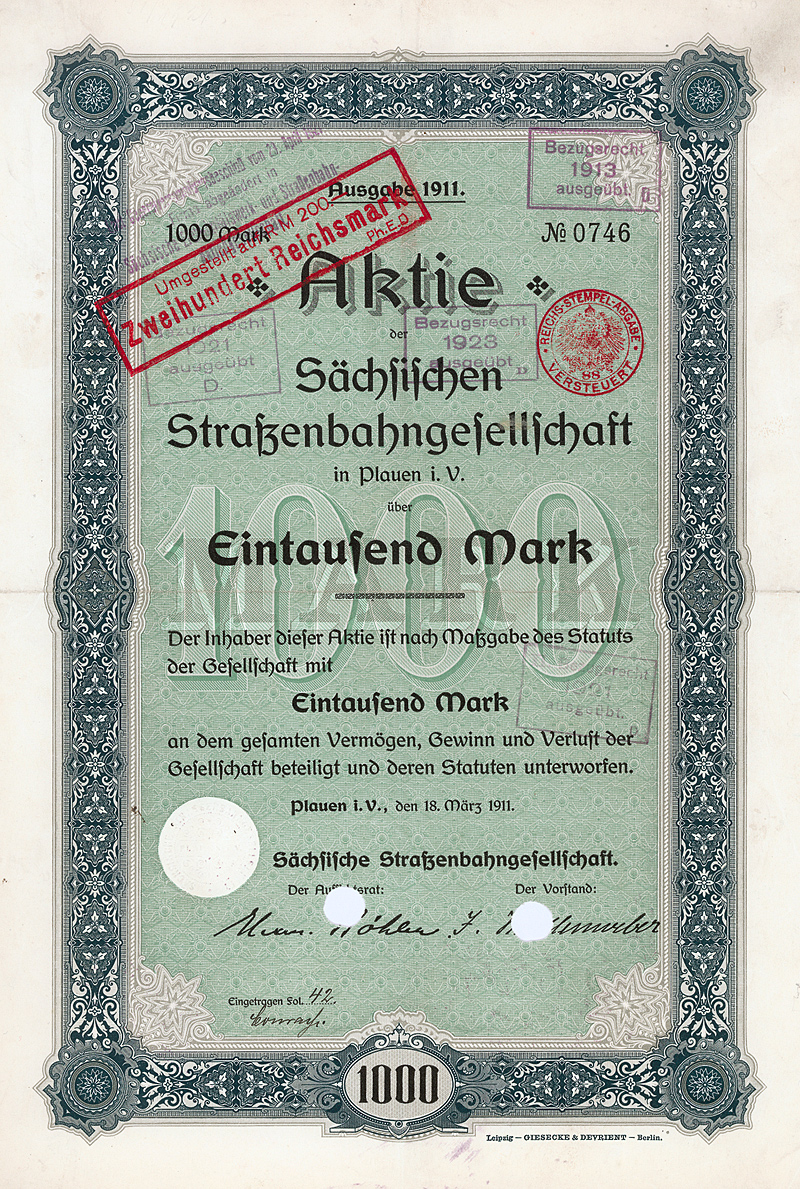
Een aandeel van de Sächsische Straßenbahngesellschaft

Door de uitbraak van de Eerste Wereldoorlog was bijna 80% van het rijdend personeel niet beschikbaar waardoor het aanbod tot 1919 sterk moest teruggeschroefd worden. Zo werd de witte lijn herhaaldelijk volledig opgeheven terwijl de rode lijn tot het traject Preißelpöhl - Albertplatz moest beperkt worden. Ook verdere uitbreidingen en vernieuwingen stokten tijdens de oorlog als gevolg van een tekort aan materieel en arbeidskrachten. Maar ook na de oorlog kwam het tramverkeer niet meteen op dreef. In 1919 waren er stroomonderbrekingen doordat het stedelijk elektriciteitsbedrijf te kampen had met een tekort aan kolen. Op 12 februari 1920 ontstond er een staking tegen de bezetting van de stad door soldaten van de Reichswehr. Van 15 tot 19 maart werd er gestaakt tegen de Kapp-Putsch en van 12 tot 16 oktober staakten de arbeiders van de gemeente voor de verbetering van de sociale situatie. Op 1 augustus werd het deeltraject van de rode lijn tussen de Dittrichplatz en Albertplatz opgeheven.
Op 23 april 1921 wijzigde de naam van de exploitant van „SSG“ (Sächsische Straßenbahngesellschaft) naar „SESAG“ (Sächsische Elektrizitäts- und Straßenbahn-AG), gezien het zwaartepunt van het bedrijf ondertussen verschoven was naar de elektriciteitssector. Op 11 juni 1921 werd de nieuwe, groene lijn geopend. Het eerste deeltraject liep van de König-Albert-Brücke (Alte Elsterbrücke) naar Schloss Reusa. Het tweede deeltraject van Schloss Reusa naar het einde van Reusa (thans Suttenwiese) volgde op 5 december 1921. Op 13 juli 1922 kwam uiteindelijk het laatste deel tussen Reusa en de ingang van het kerkhof (Hauptfriedhof) in exploitatie.
Daar de inkomsten uit het tramvervoer de uitgaven niet meer konden dekken, besloot de raad van toezicht van het trambedrijf op 7 november 1922 om de exploitatie op het einde van het jaar te staken. Na onderhandelingen met de stad Plauen waarbij deze onder meer de kosten voor de spoorvernieuwing op zich nam, kwam het tramvervoer op 16 april 1924 opnieuw op gang. Tot 1931 volgden nog enkele aanpassingswerken (bijvoorbeeld de verdere uitbouw van tweesporige trajecten). Vanaf 19 oktober 1931 reed de groene lijn tot aan Tunnel in plaats van tot de Albertbrücke. Vanaf 4 april 1939 werd de kleuraanduiding van de lijnen vervangen door een nummer, als volgt:
| Oude lijn                                    | Traject                                        | Nieuwe lijn |
| -------------------------------------------- | ---------------------------------------------- | ----------- |
| Gele lijn                                    | Haselbrunn - Neundorf                          | lijn 1      |
| Blauwe en witte lijn                         | Oberer Bahnhof - Unterer Bahnhof / Südvorstadt | lijn 2      |
| Rode lijn                                    | Dittrichplatz - Preißelpöhl                    | lijn 3      |
| Groene lijn                                  | Tunnel - Hauptfriedhof                         | lijn 4      |
| In 1944 werd lijn 2 opgedeeld in twee lijnen |                                                |             |
|                                              | Oberer Bahnhof - Unterer Bahnhof               | lijn 2      |
|                                              | Oberer Bahnhof - Südvorstadt                   | lijn 5      |

De uitbraak van de Tweede Wereldoorlog bracht in het begin geen beperkingen van het tramverkeer. Soms werden ook goederen vervoerd per tram. Vanaf 11 februari 1945 werd het verkeer op zon- en feestdagen stilgelegd om stroom te sparen. De volledige binnenstad leed in maart 1945 sterk onder de luchtaanvallen, met het gevolg dat het tramverkeer tot stilstand kwam.
Na de oorlog werden er vanaf 24 mei 1945 bussen ingezet ter vervanging van de trams. Dit duurde tot 19 oktober 1945. Op 12 november 1945 kon de exploitatie op het deeltraject Haselbrunn - Tunnel opnieuw worden opgestart. Vanaf 3 december werd lijn 1 opnieuw volledig bediend tot Neundorf. Vanaf 18 februari 1946 kon een volgende lijn opnieuw in dienst komen. Lijn 2 reed vanaf Tivoli naar een tijdelijke halte in de Friedensstraße gezien de eindhalte Oberer Bahnhof te zwaar beschadigd was. Op 3 april volgde de heropening van lijn 4 op het deeltraject Neustadtbrücke - Schloss Reuse en vanaf 2 september reed lijn 2 opnieuw door tot aan het Unterer Bahnhof. Op dezelfde dag werd lijn 5 (Südvorstadt - Friedensstraße) heropend. Op 1 november 1947 volgde de heropening, op één spoor, van lijn 3 tussen Preißenpöhl en Albertplatz. Vanaf 27 november reed lijn 4 opnieuw naar het Hauptfriedhof. Op 1 oktober 1948 kon het laatste traject opnieuw in gebruik worden genomen waardoor lijn 4 ook het deel tussen Tunnel en Hauptfriedhof weer kon bedienen. Het traject over de Ebertbrücke (Friedensbrücke) werd niet herbouwd en de daar gerecupereerde sporen werden gebruikt voor de heraanleg van andere trajecten.

### 1949 - 1990

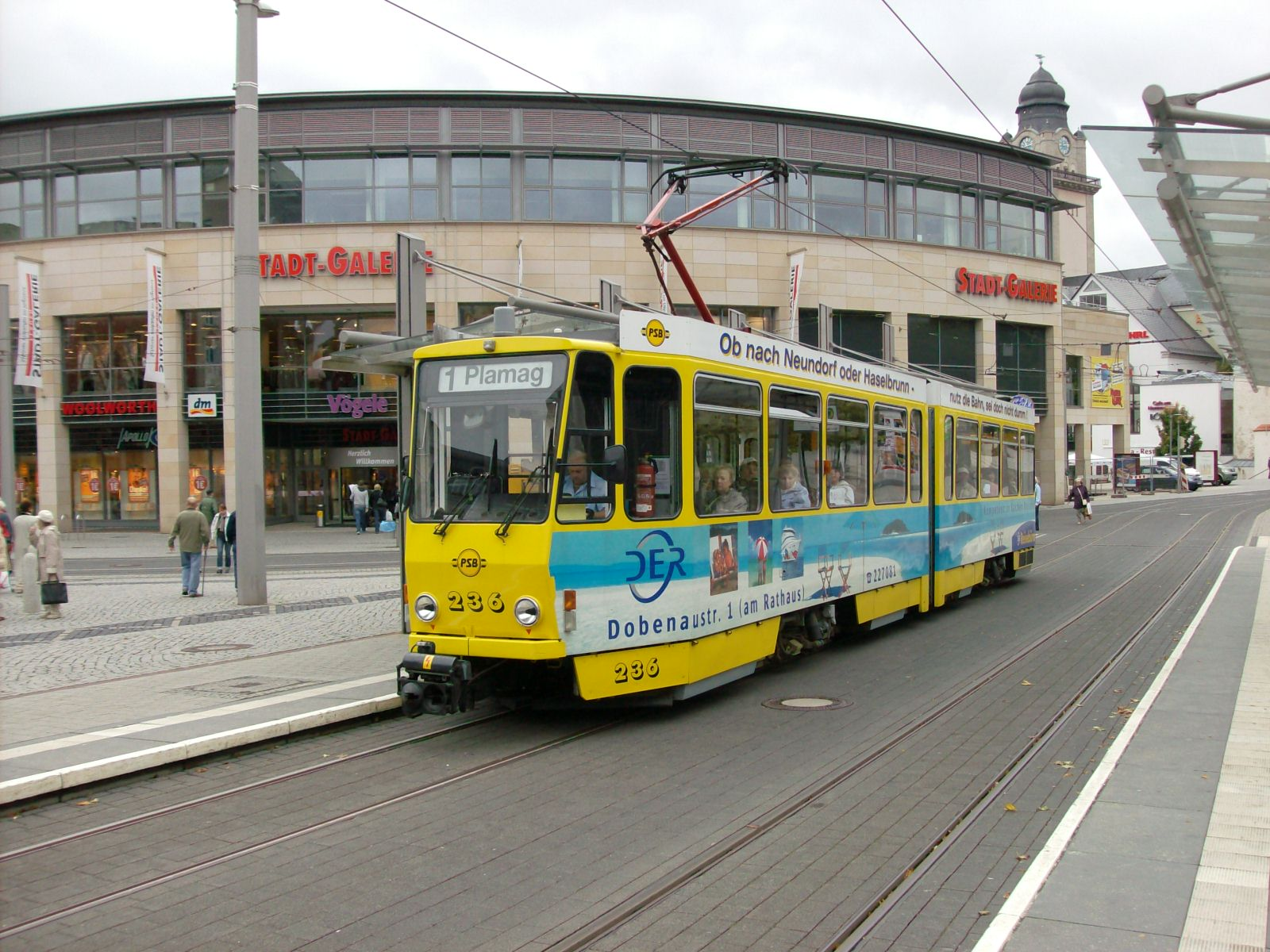
Een gelede KT4D-M Tatratram aan de halte Tunnel

Op 22 februari 1951 stemde het Saksische deelstaatparlement in met de overdracht per 1 januari 1951 van de SESAG-aandelen van de deelstaat Saksen naar de stad Plauen. De stad Plauen kreeg de steun om tot vereffening van de SESAG over te gaan. De algemene vergadering van aandeelhouders ging op 7 maart 1951 akkoord met de opheffing van de naamloze vennootschap, die op 7 maart 1952 op de rechtbank van Plauen werd uitgesproken. Sinds 1 januari 1951 handelde de onderneming nu als VEB Verkehrsbetrieb der Stadt Plauen. Nadat in de voorafgaande jaren nog enkele wederopbouwwerken waren uitgevoerd, kon op 17 oktober 1954 de nieuw gebouwde eindhalte aan het Oberer Bahnhof opnieuw in gebruik worden genomen. Vanaf dan reden lijnen 2 en 5 terug tot aan het station. Uitbreidingen van het sporennet beperkten zich in het begin nog tot het terug op dubbelspoor brengen van een aantal trajecten. Op 28 mei 1957 kwam de eerste verlenging sinds lang in dienst. Lijn 1 voer vanaf dan tot aan de Straße am Stadtwald. Deze bouwfase was een onderdeel van de tramlijn naar Plamag (Plauener Maschinenbau AG), waarvan het tweede en laatste deel op 30 december 1957 in gebruik werd genomen. Bij diverse werven in de komende jaren stond de verdere dubbelsporige uitbouw van het net voorop. Zo kon op 12 augustus 1965 op lijn 1 tussen Plamag en Essigsteigbrücke (thans Am Vogtlandstadion) het laatste dubbelsporige traject worden afgewerkt. Daardoor telde het net geen enkel enkelsporig traject meer. Er werden geleidelijk aan ook meer keerlussen aangelegd teneinde bijwagens te kunnen inzetten (vanaf november 1960) en aldus het steeds stijgend aantal reizigers de baas te kunnen. Op 3 januari 1966 zag lijn 6 het levenslicht: deze verbond het Oberer Bahnhof met de nieuw ingerichte eindhalte Krankenhaus (ziekenhuis, thans Vogtlandklinikum). Deze lijn reed enkel op werkdagen maar verdween alweer op 29 september 1967 omdat lijn 4 nu eveneens met bijwagens werd uitgebaat. Op 22 december 1966 volgde de verlenging van lijn 4 tot Reusa (Rotdornweg). In de jaren 1969, 1973 en 1975 volgden meerdere wijzigingen aan de lijnvoering als gevolg van spoorwerken (inbouw van een spoordriehoek aan de Elsterbrücke en aan de Otto-Grotewohl-Platz (thans Tunnel), heraanleg van het traject aan de Bahnhofstraße).
In 1982 werd het bedrijf ingevoegd bij het Verkehrskombinat Karl-Marx-Stadt.
Op 5 oktober 1983 volgde de opening van een nieuwe lijn van Treffer (ziekenhuis) naar Waldfrieden. Daardoor verscheen ook lijn 7. Het lijnennet zag er nu als volgt uit:
| Lijn   | Traject                          |
| ------ | -------------------------------- |
| Lijn 1 | Plamag – Neundorf                |
| Lijn 2 | Oberer Bahnhof – Unterer Bahnhof |
| Lijn 3 | Waldfrieden – Neundorf           |
| Lijn 4 | Plamag – Reusa                   |
| Lijn 5 | Preißelpöhl – Südvorstadt        |
| Lijn 6 | Waldfrieden – Oberer Bahnhof     |
| Lijn 7 | Reusa – Unterer Bahnhof          |

In 1987 werd lijn 7 al opnieuw opgeheven.

### Vanaf 1991

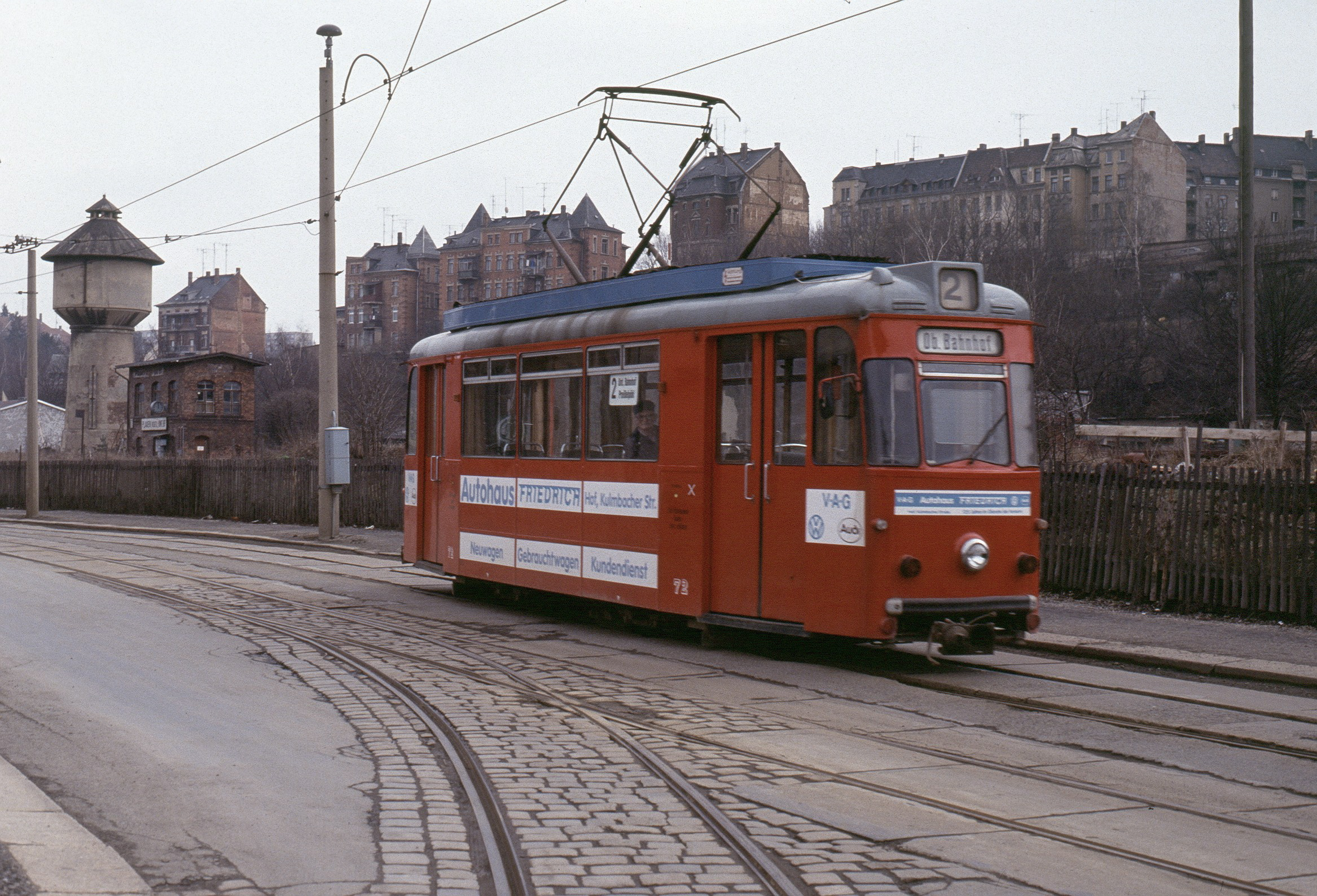
Gothatram aan het Unterer Bahnhof, 1991. Deze tram behoorde tot een serie van vier motor- en vier bijwagens, die in 1964 als tweedehandsvoertuigen naar Plauen kwamen en afkomstig waren van de DR-smalspoorlijn Klingenthal – Sachsenberg – Georgenthal. Ze vielen op door hun volledig rode kleur.

In de jaren 1990 werden omvangrijke spoorvernieuwingswerken op nagenoeg alle lijnen uitgevoerd. Sinds 2 april 2007 rijden er vier nieuwe stadslijnen die onder meer in de plaats kwamen van stadsbuslijn A en tramlijn 2. Vanaf september 2008 werden de trams vooraan en aan de zijkant uitgerust met led-bestemmingsaanwijzers. Daarmee verdwenen ook de halteaankondigingen in de tram gezien vanaf 2009 ook led-schermen in de voertuigen verschenen. Ook de lijnnummeraanduidingen verschenen sindsdien in led. Ondertussen rijden er in Plauen 20 trams met deze techniek. In de periode april 2008 tot oktober 2009 werd de Neundorfer Straße grondig vernieuwd. Dit had tot gevolg dat lijnen 1 en 3 niet naar Neundorf konden rijden en daardoor door bussen werden vervangen. Sinds de afronding van de werken op 1 oktober 2009 is de breedte van de weg zo aangepast dat de sporen net naast het voetpad liggen. Daardoor kan het op- en afstappen zonder hindernissen gebeuren. Verder is het niet langer nodig de straat over te steken. Bovendien werd de halte Marienstraße hernoemd tot Hans-Löwel-Platz en werd voor het nieuwe gemeentehuis een nieuwe halte aangelegd met de naam Neuen Rathaus.
Als gevolg van de herindeling van Saksen in 2008 ontving de stad Plauen van de deelstaat Saksen niet langer rechtstreekse financiële inbreng voor het stadsvervoer. De raad van het Vogtlandkreis besloot echter eenparig om de verantwoordelijkheid voor het openbaar vervoer bij de stad Plauen te houden. De nodige middelen van 1,4 miljoen euro voor de jaren 2009 en 2010 waren verzekerd maar de subsidie zou in de mate van het mogelijke verder betaald worden tot in 2013.

## Voertuigen

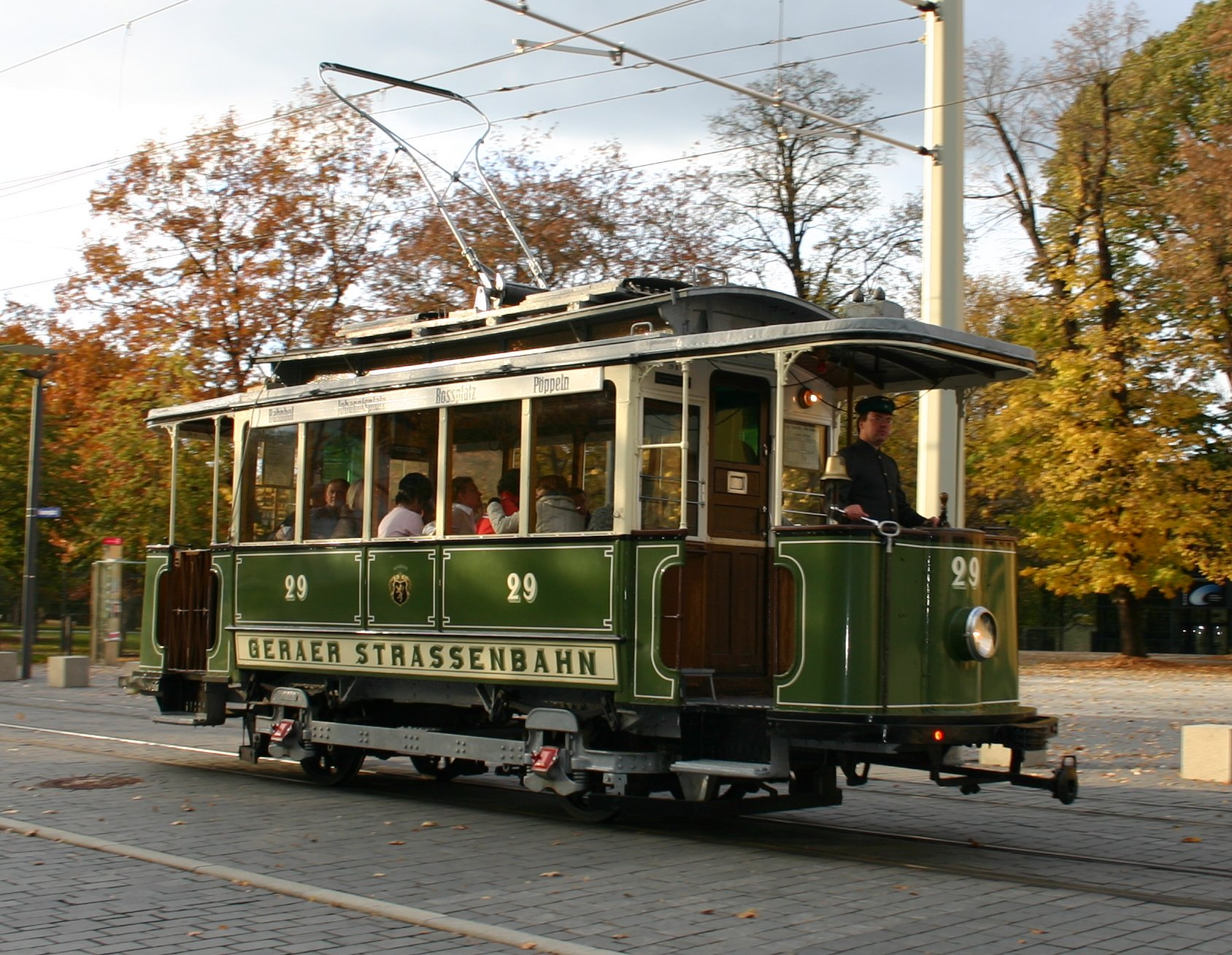
Tram nummer 29 van Gera, voordien tram nummer 25 in Plauen

Thans worden op het net twee voertuigtypes ingezet. Het eerste type is de gelede tram van het type KT4D van de Tsjecho-Slowaakse trambouwer ČKD Tatra. De KT4D werden tussen 1992 en 1999 in drie fasen in belangrijke mate gemoderniseerd.
Eind 2011 werden bij Bombardier Transportation twee gelede trams van het type NGT6DE (Bombardier Flexity Classic) besteld. De eerste van beide trams werd geleverd in augustus 2013. Daarnaast bestond er een optie op acht bijkomende trams; een optie van vier werd gelicht en deze werden in 2014 geleverd. Eind 2014 werden deze zes trams ingezet in het dagelijks verkeer.
Een historisch voertuig van de tram van Plauen, namelijk de in 1911 door MAN en Siemens-Schuckert-Werke uit Berlijn gebouwde motortram, bevindt zich thans gerestaureerd als Tw 2 (ex Plauen Tw 40) in het trammuseum van Halle (Saale). De voormalige tram 25 (MAN T2, bouwjaar 1905) bevindt zich als tram 29 in Gera.

## Lijnen
| Lijn | Traject                                                                                    | Lengte | Reistijd      |
| ---- | ------------------------------------------------------------------------------------------ | ------ | ------------- |
| 1    | Neundorf → Dittrichplatz → Tunnel → Am Albertplatz → Preißelpöhl                           | 4,8 km | 18–20 minuten |
| 2    | Preißelpöhl → Am Albertplatz → Tunnel → Neue Elsterbrücke → Vogtlandklinikum → Waldfrieden | 5,9 km | 21–23 minuten |
| 3    | Waldfrieden → Vogtlandklinikum → Neue Elsterbrücke → Tunnel → Dittrichplatz → Neundorf     | 6,4 km | 22–24 minuten |
| 4    | Oberer Bahnhof – Am Albertplatz – Tunnel – Neue Elsterbrücke – Vogtlandklinikum – Reusa    | 5,2 km | 19–21 minuten |
| 5    | Südvorstadt – Neue Elsterbrücke – Tunnel – Am Albertplatz – Plamag                         | 5,9 km | 19–21 minuten |
| 6    | Plamag – Am Albertplatz – Tunnel – Neue Elsterbrücke – Vogtlandklinikum – Reusa            | 7,6 km | 26–27 minuten |

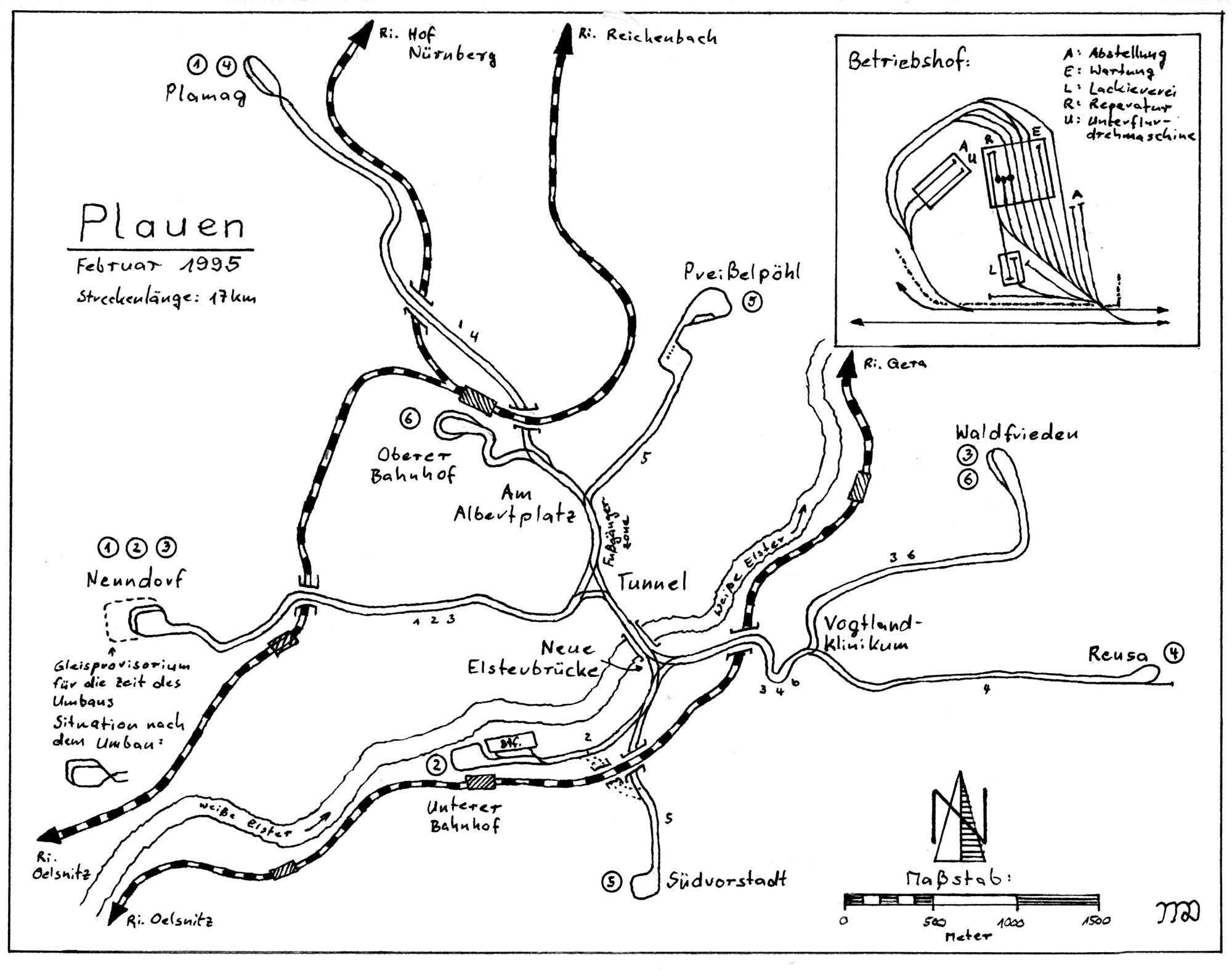
Sporenplan (niet op schaal) uit 1995 (de inrichting van de sporen aan de eindhaltes Neundorf en Reusa alsook van de grote hal van de werkplaats in de stelplaats ontbreken)

Die tramlijnen rijden op weekdagen overdag om de twaalf minuten. Op zaterdag geldt een vijftien- en op zondag een twintigminutenfrequentie. Sinds 5 november 2007 wordt het tramverkeer 's avonds vanaf 20.30 uur, omwille van het beperkt aantal reizigers, vervangen door bussen en midibussen (lijntaxi's). Deze rijden op de respectieve lijnen om het halfuur en dit tot middernacht, 's vrijdags en 's zaterdags tot 01.30 uur.
Bij de wisseling van de dienstregeling op 2 april 2007 werd de exploitatie van tramlijn 2 (Unterer Bahnhof – Oberer Bahnhof) om economische redenen alsook de exploitatie van lijntaxi's (Tunnel – Unterer Bahnhof) stopgezet. In de plaats kwamen drie stadsbuslijnen B, C en D. De reeds eerder bestaande lijn A bedient nu het traject Wartberg – Tunnel, gedeeltelijk via Chrieschwitz. Lijn B rijdt van Tunnel naar Ostvorstadt, waarbij van maandag tot vrijdag drie keer per dag aansluiting naar de randgemeente Stöckigt wordt gegeven door middel van een lijntaxi. Lijn C vertrekt aan Tunnel en rijdt naar Unterer Bahnhof en vervangt daardoor tramlijn 2 en de voormalige lijntaxi. Lijn D rijdt van Tunnel naar Stadtpark. Gekoppelde trams bestaande uit twee KT4D-M worden door de Plauener Straßenbahn GmbH enkel nog ingezet bij thuismatchen van de VFC Plauen en tijdens de eindejaarsnacht. De bijna dagelijkse inzet van gekoppelde trams eindigde in Plauen bij de dienstregelingwijziging van 5 november 2007. Een bijzonderheid bij de inzet van gekoppelde trams was dat in de winter beide stroomafnemers werden gehesen en in de zomer enkel de stroomafnemer van de eerste tram werd gebruikt. Op 24 februari 2012 werd lijn 5 wegens de onderbreking van de Pausaer Straße in de omgeving van de brug bij Oberer Bahnhof ingekort tot het traject Südvorstadt - Morgenbergstraße en dat onder lijnnummer E7. Sinds december 2012 is de onderbreking terug opgeheven zodat lijn 5 opnieuw tot Plamag kan rijden.